# Andrea Temesvári
Andrea Temesvari, född 26 april 1966 i Budapest, Ungern är en ungersk högerhänt tidigare professionell tennisspelare.

## Tenniskarriären
Andrea Temesvari inledde en lovande professionell karriär som tennisspelare då hon som 17-åring 1983 fick sitt genombrott och vann både Amerikanska grusmästerskapen (finalseger över Zina Garrison med 6-2, 6-2) och Italienska öppna. Hon rankades i augusti det året som världstia. Hon försenades i sin vidare utveckling som tennisspelare på grund av återkommande skador och föll i ranking. Säsongen 1985 upprepade hon sin seger i Amerikanska grusmästerskapen och säsongen därpå tog hon sin enda titel i en Grand Slam-turnering, då hon tillsammans med Martina Navratilova vann dubbeltiteln i Franska öppna. I finalen besegrade de Steffi Graf/Gabriela Sabatini med 6-4, 6-4. 
Efter denna seger var Temesvari borta från tourspel under en 20-månadersperiod på grund av ankel- och skulderskador vilka krävde kirurgiska åtgärder.  
Efter dessa skador återkom Temesvari till tourspel och hade framgångar i såväl singel som dubbel och tog ytterligare fem titlar. 
Andrea Temesvari deltog i det ungerska Fed Cup-laget 1981, 1983-86, 1989-90, 1992 och 1995-96. Hon spelade totalt 47 matcher för laget och vann 27 av dessa.
Sammantaget under karriären tjänade Temesvari drygt 1,1 miljoner US-dollar i prispengar. Hennes högsta singelranking var som sjua, vilket nåddes 23 januari 1984.

## Spelaren och personen
Efter avslutad internationell tävlingskarriär har Temesvari bland annat fungerat som kapten för det ungerska Fed Cup-laget (2003) 

## Grand Slam-titlar
- Franska öppna
  - Dubbel - 1986 (med Martina Navratilova)

## Singeltitlar (WTA och ITF)
- Singel
  - 1995 - ITF/Budapest
  - 1994 - ITF/Budapest
  - 1985 - Amerikanska grusmästerskapen
  - 1983 - Italienska öppna, Amerikanska grusmästerskapen, Hittfeld
  - 1982 - Pennsylvania
  - 1981 - ITF/Bad Hersfeld
- Dubbel
  - 1995 - Maria Lankowitz (med Silvia Farina)
  - 1993 - Strasbourg (med Shaun Stafford)
  - 1989 - Tampa (med Brenda Schultz)
  - 1985 - Europeiska inomhusmästerskapen (med Hana Mandlikova)
  - 1984 - Europeiska inomhusmästerskapenc (med Andrea Leand).